# Gyulai Zoltán
Gyulai Zoltán (Pipe, 1887. december 16. – Budapest, 1968. július 13.) fizikus, egyetemi tanár, az MTA tagja (levelező 1932, rendes 1954).

## Életútja
Középiskoláit Tordán és Kolozsváron végezte az unitárius gimnáziumban, 1906 júniusában érettségizett. Felsőfokú tanulmányait a kolozsvári tudományegyetemen végezte, ahol 1913-ban szerzett matematika–fizika szakos tanári oklevelet. Ezt követően Tangl Károly tanársegédje lett.
1914. augusztus 1-jén a mozgósításkor hadba vonult az 50. közös gyalogezredben. 1915. október 20-án orosz fogságba esett, ahonnan csak 1922-ben került haza.
Ezután doktorált Szegeden, majd 1924-ig a Szegedi Egyetem tanársegédje Dr. Pogány Béla professzor mellett. 1924-től 1926-ig a göttingeni egyetemen folytatott tanulmányokat, R. W. Pohl munkatársa volt.
1926-ban Szegeden magántanárrá habilitálták az elektronok és ionok tana tárgykörében. 1934-ben c. ny. rk. tanár lett. 1935-től 1940-ig a Debreceni Egyetem tanára, 1940–1947 között a kolozsvári Bolyai Egyetem tanára volt, majd a Budapesti Műszaki Egyetem kísérleti fizika tanszékének vezetője 1947-től 1962-ig.
Itt létrehozta az MTA Kristálynövekedési Tanszéki Kutató Csoportját (1961), melyet nyugalomba vonulása után (1962) is vezetett. Több tudományos társaság tagja volt – köztük az International Union of Pure and Applied Physics r. (1959) és a Göttingai Tudományos Akadémia tiszteletbeli tagja (1962) –, s tagja volt az Acta Physica Hungarica szerkesztő bizottságának is. Kezdetben az alkáli-halogenid kristályok optikai, elektromos és fényelektromos tulajdonságait tanulmányozta. Az 1920-as években magyarázatot talált az azóta Gyulai-Hartly-effektus néven ismert s a kristályhibák kimutatásával kapcsolatos jelenségre. Ezt követően a kristálynövekedéssel foglalkozott, s elsőként írta le az ionkristályok növekedésével kapcsolatban a mikroszkopikus vastagságú rétegek megjelenését. Elsők között foglalkozott tűkristályok előállításával és tanulmányozásával. Egyike azon magyar fizikusoknak, akik iskolát alapítottak. Filozófiai kérdésekkel is foglalkozott. Számos tanulmánya jelent meg szakfolyóiratokban.
Felesége Grátz Márta (Gratz Gusztáv gazdasági szakember, politikus, publicista, történetíró húga) tanárnő, két fia született: Ferenc 1928-ban, Zoltán 1929-ben. Ferenc ma nyugalmazott orvos Svédországban, Gavle városában, Zoltán aktív gépészmérnökként halt meg 1984-ben.

## Díjai
- Kossuth-díj ezüst fokozata (1953)
- A Magyar Népköztársaság Állami Díja I. fokozat (1966) – A kristályfizika területén végzett több évtizedes munkásságáért.